# Pierre-Gustave Roze

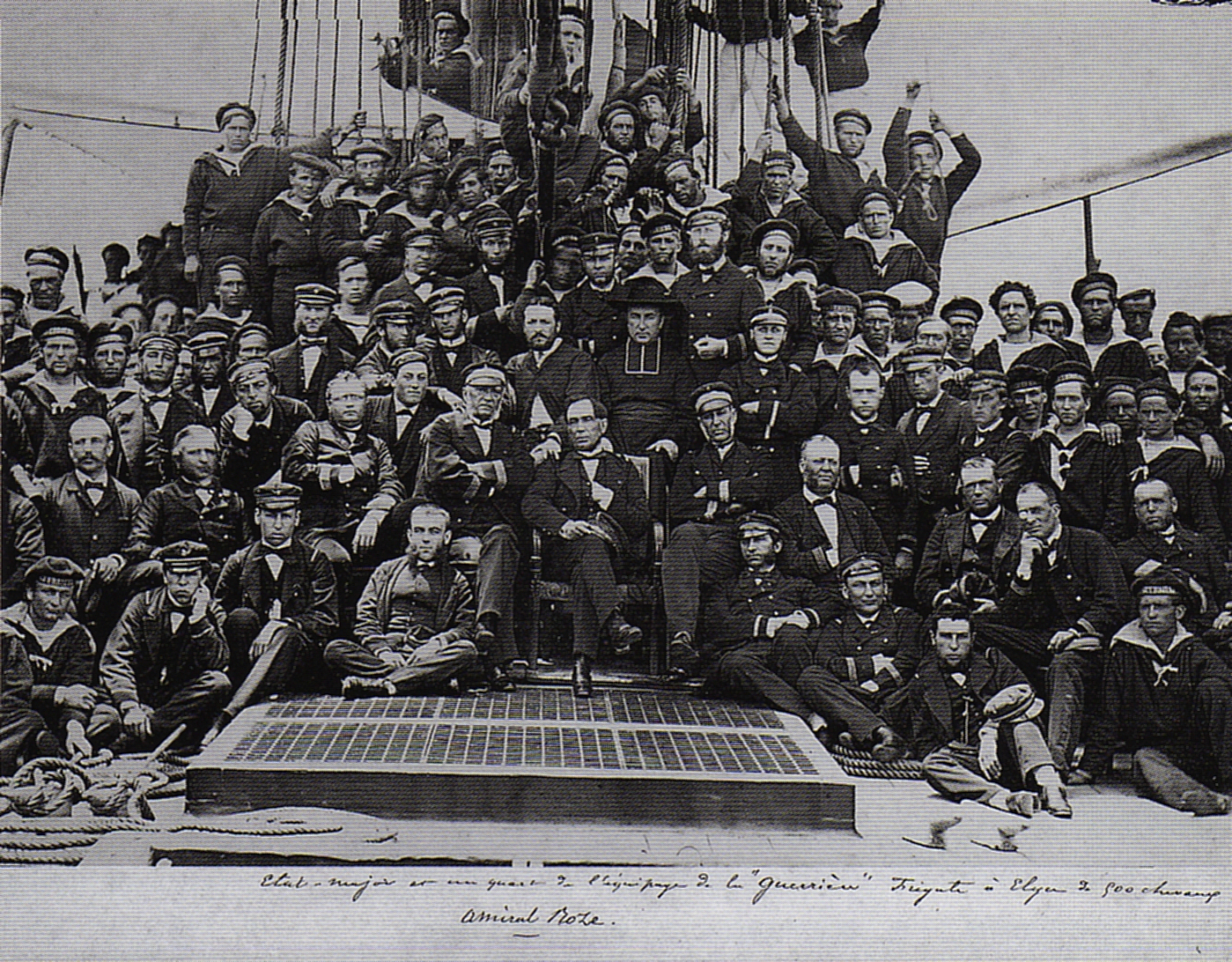
El Almirante Roze (centro) y una cuarta parte de sus marinos, en la fragata La Guerrière. Circa 1865, fotografía tomada durante una visita en el puerto de Nagasaki.

Pierre-Gustave Roze (28 de noviembre de 1812 - noviembre de 1883) fue un almirante francés. Nació en Tolón, Francia y en su vida adulta se desempeñó como oficial de marina de guerra. Como joven contraalmirante sirvió en México durante la Segunda Intervención Francesa en México en 1862. En 1865 fue nombrado comandante de la Escuadrilla Francesa de Extremo Oriente (Station des mers de Chine). Como comandante, estuvo destinado principalmente en Yokohama, sede de la Escuadrilla Francesa de Extremo Oriente, a pesar de que estaba involucrado en operaciones navales en las cercanías de Corea y la Indochina francesa en 1866. Ganó más reconocimiento durante la Campaña francesa contra Corea en 1866, una ofensiva que implicó a la Escuadrilla Francesa de Extremo Oriente, así como infantes de marina franceses que resultó en un fallido intento de forzar las reparaciones a la corte por las persecuciones de franceses y nativos católicos.
Después de la Campaña francesa contra Corea, Roze y su flota regresaron a Japón, donde fueron capaces de dar la bienvenida a la Primera misión militar francesa en Japón en el puerto de Yokohama el 13 de enero de 1867. Roze fue llamado a Francia en 1868. Fue nombrado vicealmirante en 1869 y sirvió en el Consejo de Almirantazgo (Conseil d'amirauté). Fue nombrado Prefecto marítimo del Canal de la Mancha y del Mar del Norte, cargo que ocupó entre 1869 y 1871 y durante el cual le sirvió para vigilar la costa de Bretaña durante la Guerra franco-prusiana. En 1875 Roze fue nombrado comandante de la Escuadra del Mediterráneo (Escadre de la Méditerranée).
Roze murió en París en noviembre de 1883.

## Distinciones
- Gran Cruz de la Legión de Honor (21 de noviembre de 1877).[1]